# Rui Lage
Rui Carlos Morais Lage (Porto, 5 de agosto de 1975) é um escritor e político português.

## Biografia
Rui Lage foi Deputado à Assembleia da República na XV Legislatura, eleito pelo Partido Socialista no círculo eleitoral do Porto, com assento, enquanto membro efetivo, na Comissão de Assuntos Europeus e na Comissão de Ambiente e Energia. Foi vice-presidente do Grupo Parlamentar do PS. Foi colunista do semanário Expresso  e assina uma crónica quinzenal no Jornal de Notícias . Publicou, ao longo dos anos, diversos artigos de opinião no Público .
Entre 2014 e 2021 foi assessor parlamentar no Parlamento Europeu, cargo que exerce atualmente. 
É membro da Assembleia Municipal do Porto, pelo PS, e fez parte do Conselho Municipal de Cultura do mesmo município. Entre 2001 e 2011, integrou a direção da Fundação Eugénio de Andrade. Em 2023, foi o programador convidado e o comissário da homenagem a Manuel António Pina na Feira do Livro do Porto.
Licenciado em Estudos Portugueses e Ingleses pela Faculdade de Letras da Universidade do Porto, obteve, nesta mesma instituição, uma especialização em Literatura Portuguesa e Brasileira, e, em 2010, o grau de Doutor em Literaturas e Culturas Românicas - Especialidade em Literatura Portuguesa, com a tese de doutoramento "A elegia portuguesa nos séculos XX e XXI: perda, luto e desengano".
Foi investigador académico, formador, docente do ensino artístico na ACE - Academia Contemporânea do Espetáculo / Teatro do Bolhão e lecionou as cadeiras de História Cultural do Teatro I e II, na licenciatura em Artes Dramáticas da Universidade Lusófona do Porto.
É autor de vários livros nos domínios da poesia, da ficção e do ensaio. O seu livro Estrada Nacional (2016) foi distinguido com o Prémio Literário da Fundação Inês de Castro 2016 e com o Prémio Ruy Belo 2018. O seu primeiro romance, O Invisível (Gradiva, 2018), foi distinguido com o Prémio Revelação Agustina Bessa-Luís 2017 e com o Prémio Autores 2019, da SPA, na categoria de melhor livro de ficção narrativa, tendo sido traduzido para castelhano, em 2020, com a chancela de La Umbría y La Solana. Em 2024, a obra Firmamento (Assírio & Alvim, 2022), recebeu o Prémio António Gedeão, atribuído pela Federação Nacional dos Professores – FENPROF .
É autor de ficção infanto-juvenil e de trabalhos de dramaturgia para companhias como o Ensemble – Sociedade de Atores ("Três Irmãs", de Anton Tchékhov 2021, Teatro Nacional de São João) e Astro Fingido ("O Grito dos Pavões", 2011).
Com Jorge Reis-Sá, organizou e prefaciou a antologia Poemas Portugueses: Antologia da Poesia Portuguesa do Séc. XIII ao Séc. XXI (Porto Editora, 2009), a mais extensa e abrangente alguma vez publicada em Portugal. Traduziu obras de Paul Auster, Pablo Neruda, Samuel Beckett e Carl Sagan.
Em 2019 foi o romancista convidado do “European First Novel Festival”, de Budapeste, Hungria.
Escreveram sobre a sua obra ensaístas e críticos literários tais como Pedro Mexia, António Guerreiro, Maria Alzira Seixo, José Mário Silva, Arnaldo Saraiva, Osvaldo Manuel Silvestre, Diogo Vaz Pinto, Rosa Maria Martelo e Carlos Fiolhais, entre vários outros.

## Obras

### Poesia
- Antigo e Primeiro. Vila Nova de Famalicão, Quasi Edições, 2002.
- Berçário. Vila Nova de Famalicão, Quasi Edições, 2004.
- Revólver. Vila Nova de Famalicão, Quasi Edições, 2006.
- Corvo. Vila Nova de Famalicão, Quasi Edições, 2008.
- Um Arraial Português, Lisboa, Ulisseia, 2011.
- Rio Torto, Lisboa, Língua Morta, 2014.
- Estrada Nacional, Lisboa, Imprensa Nacional-Casa da Moeda, 2016.
- Firmamento, Lisboa, Assírio & Alvim, 2022.

### Ficção
- O Invisível. Lisboa, Gradiva, 2018 (1ª ed.).

### Ensaio
- A meta física do corpo: sobre a poesia de Valter Hugo Mãe; seguido de uma antologia. Maia, Cosmorama, 2006.
- A presença do mistério: introdução à poesia de Manuel António Pina (ensaio e antologia comentada). Porto, Exclamação, 2022.

### Literatura infanto-juvenil
- Tiago e os Primos Espantam os Morcegos. Vila Nova de Famalicão, Quasi Edições / Jornal de Notícias, 2005.
- Sermão de Santo António aos peixes. 1ª ed. (adaptação). Vila Nova de Famalicão, Quasi Edições / Jornal Sol, 2008; 2ª ed. 2018.

### Organização de antologias
- Poemas Portugueses: Antologia da Poesia Portuguesa do séc. XIII ao séc. XXI. (Selecção, organização, introdução e notas). Com Jorge Reis-Sá; prefácio de Vasco Graça Moura. Porto, Porto Editora, 2009.

### Outros
- Portugal Possível. Textos de Rui Lage e fotografias de Álvaro Domingues e Duarte Belo. Lisboa, Museu da Paisagem, 2022.

## Prémios
- Prémio Literário da Fundação Inês de Castro 2016.
- Prémio Revelação Agustina Bessa-Luís 2017.
- Prémio Ruy Belo 2018.
- Prémio Autores da Sociedade Portuguesa de Autores, 2019 - categoria de melhor livro de ficção narrativa.
- Prémio Literário António Gedeão 2024, Instituído pela Federação Nacional dos Professores (Fenprof) em parceria com a SABSEG - Corretor de Seguros.

## Nomeações
- Semifinalista do Prémio Oceanos 2017.[16]
- Finalista do Grande Prémio de Romance e Novela da Associação Portuguesa de Escritores 2018.[17]
- Finalista do Prémio Correntes D'Escritas 2022.[18]
- Semifinalista do Prémio Oceanos 2022.[19]
- Finalista do Grande Prémio de Literatura dst 2024.[1]